# Boloria extrema
Boloria extrema är en fjärilsart som beskrevs av Wnukowsky 1927. Boloria extrema ingår i släktet Boloria och familjen praktfjärilar. Inga underarter finns listade i Catalogue of Life.